# Arisarum vulgare
Arisarum vulgare är en kallaväxtart som beskrevs av Ottaviano Targioni Tozzetti. Arisarum vulgare ingår i släktet Arisarum och familjen kallaväxter.

## Underarter
Arten delas in i följande underarter:
- A. v. clusii
- A. v. hastatum
- A. v. vulgare

## Bildgalleri

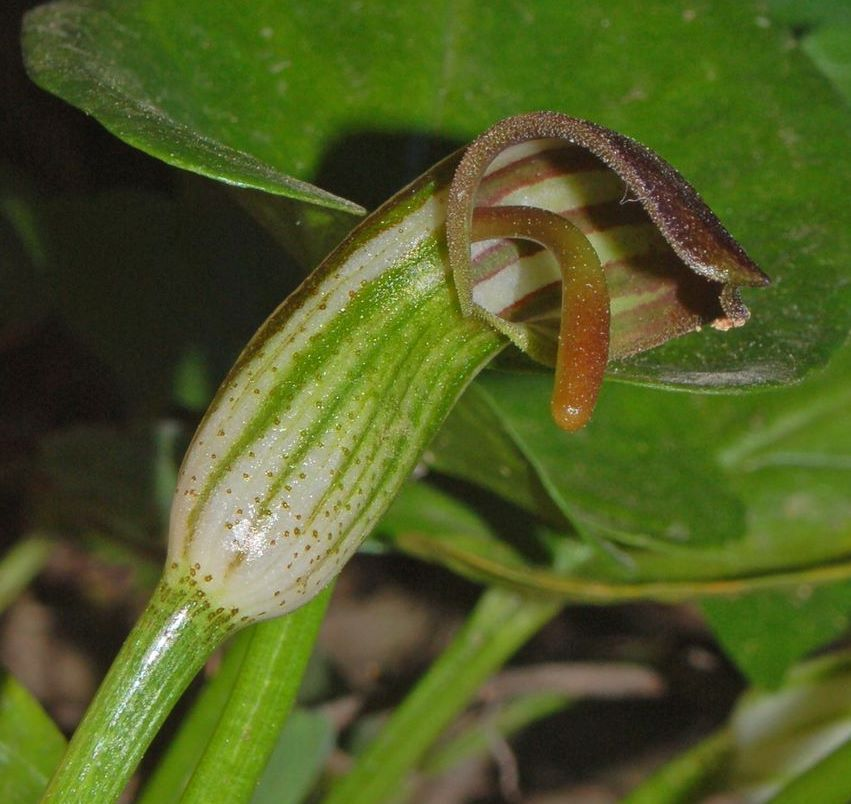
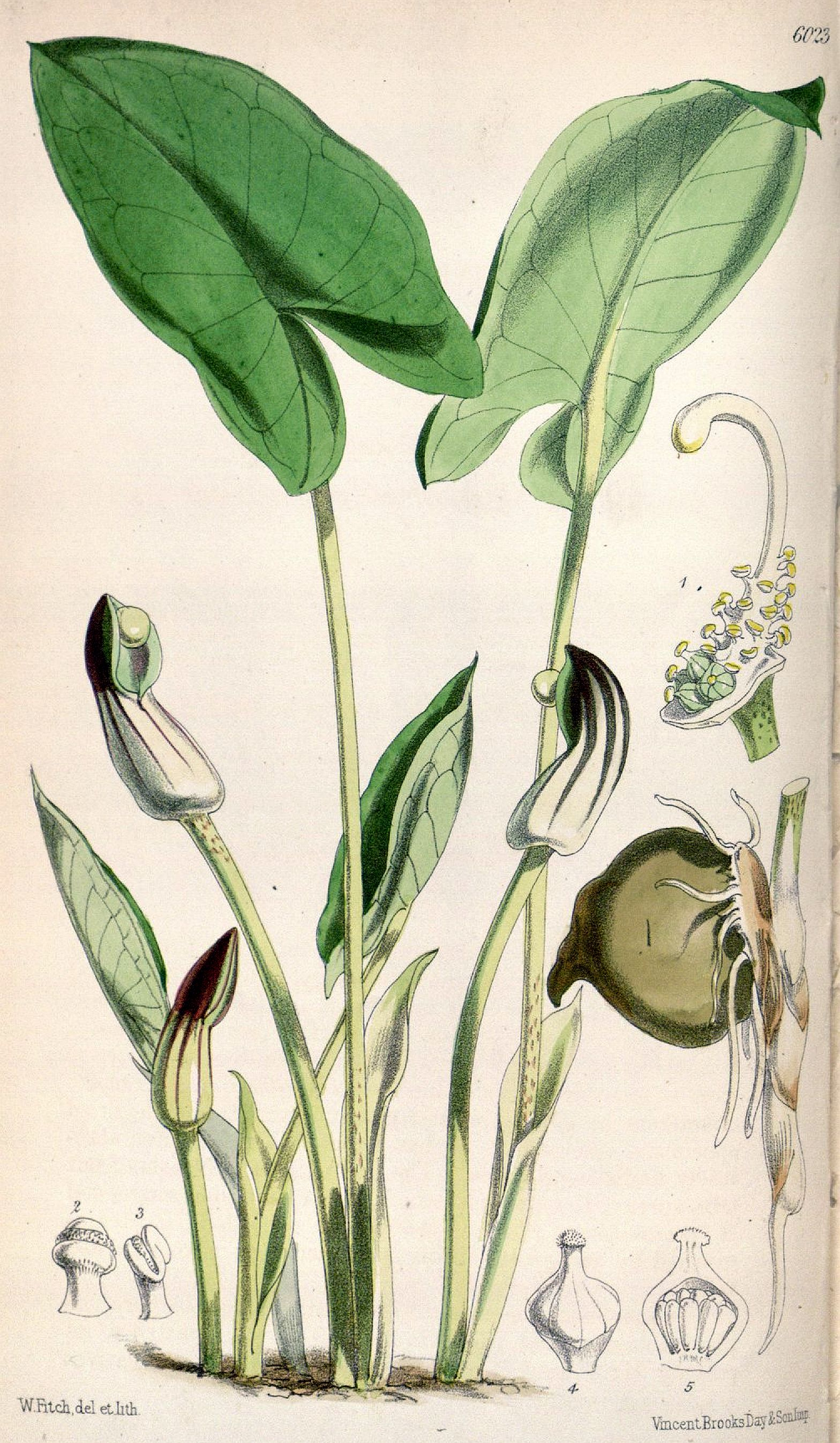
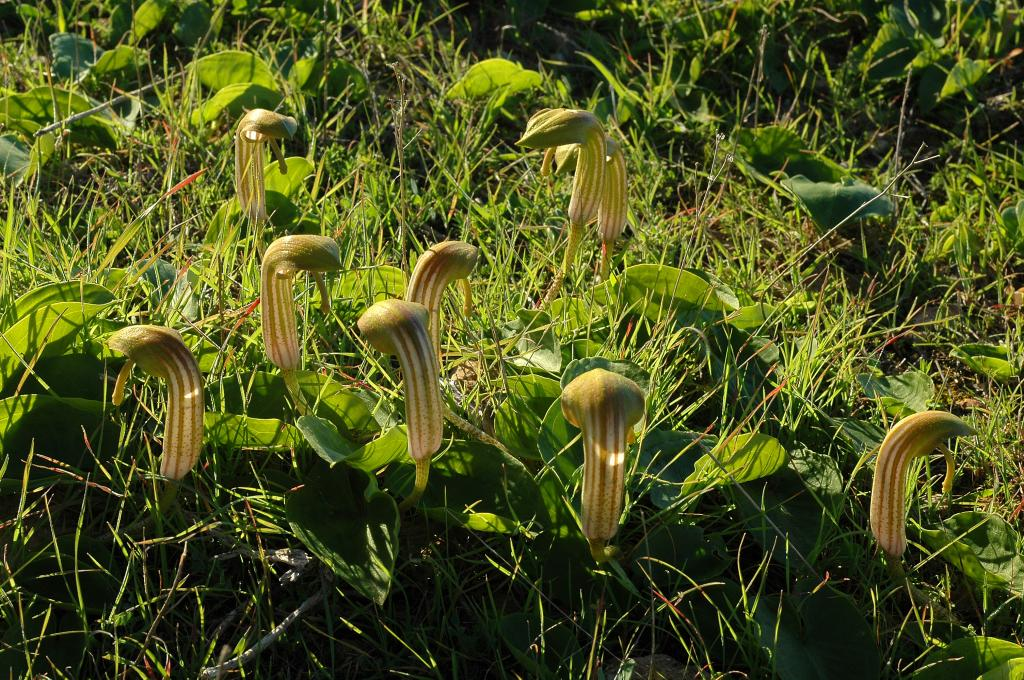
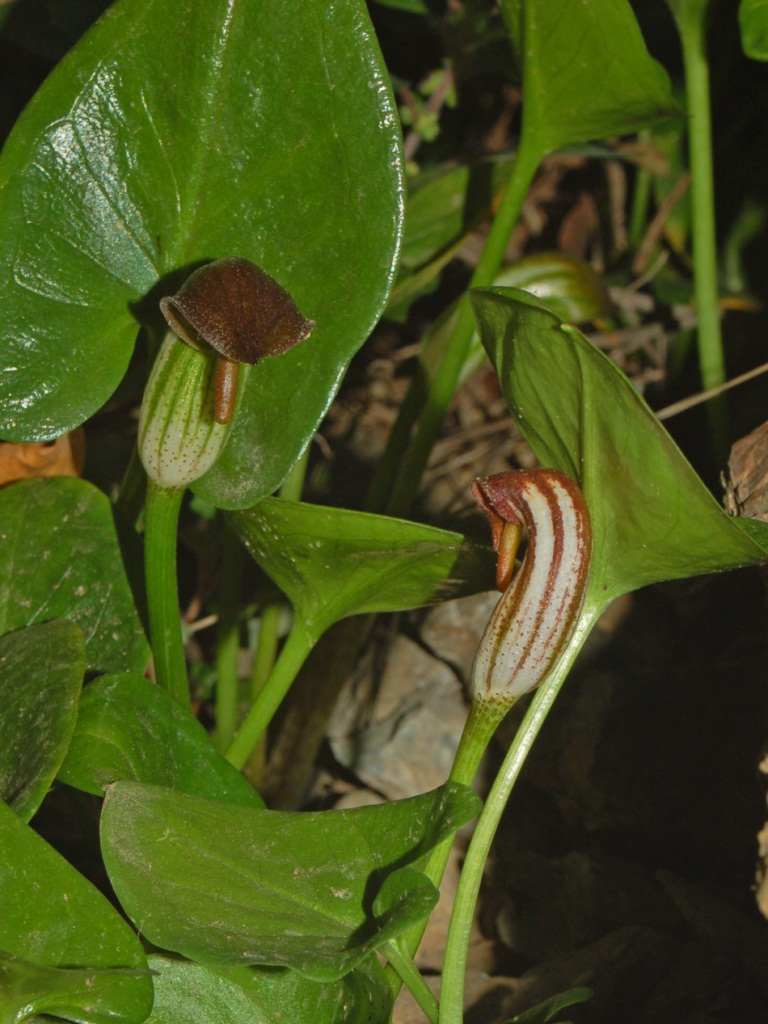
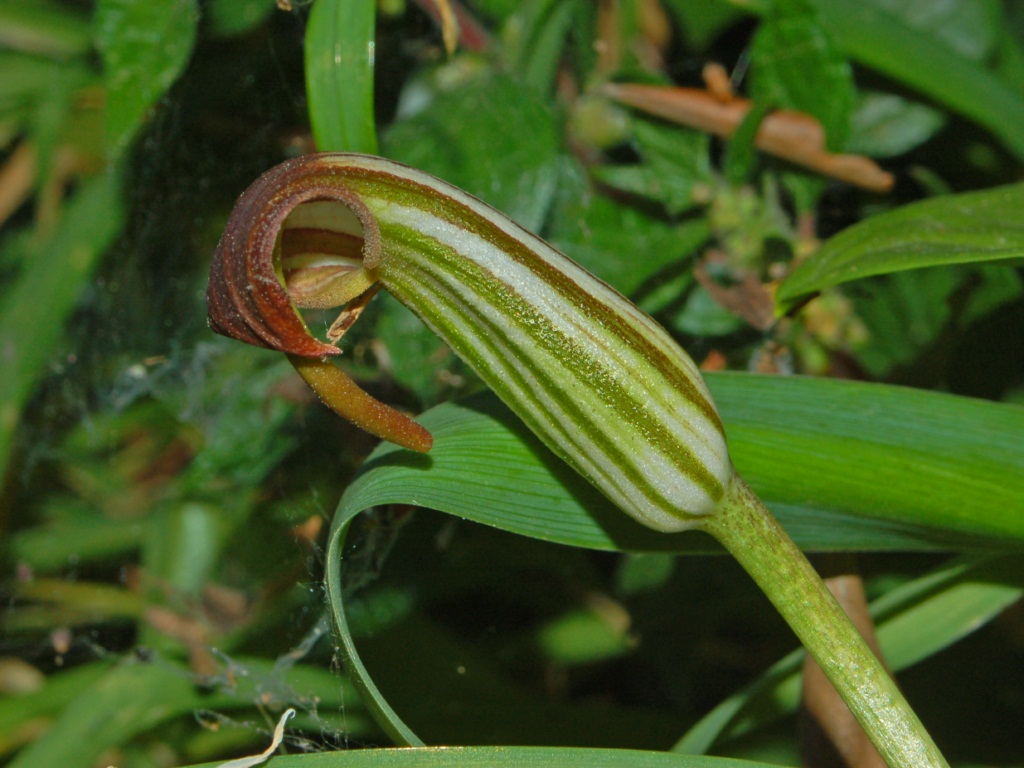
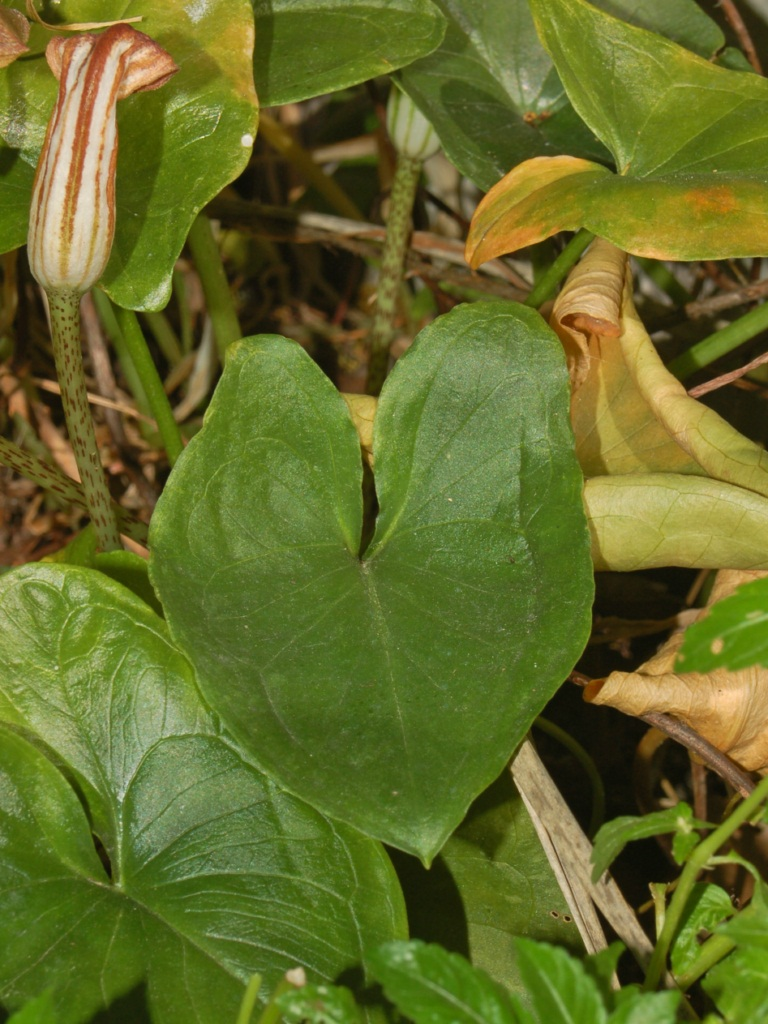